# چزاره آرتزلا
چزاره آرتزلا (به ایتالیایی: Cesare Arzelà) (زاده ۶ مارس ۱۸۴۷ - درگذشته ۱۵ مارس ۱۹۱۲ در لا اسپتزیا) ریاضیدان اهل ایتالیا بود. که در زمینه آنالیز و به ویژه آنالیز تابعی فعالیت میکرد.
آرتزلا از خانواده ای فرودست برخاست ولی توانست در پیزا نزد انریکو بتی و اولیسه دینی تحصیل ریاضیات کند و درجه دکترا را تحت سرپرستی بتی دریافت نماید. پس از آنکه چند سالی در فلورانس و پالرمو تدریس کرد توانست در دانشگاه بولونیا به عنوان استاد آنالیز کاری بیابد. زمینه پژوهشی او نظریه تابع ها بود. او در سال ۱۸۸۹ توانست تعمیمی از قضیه آسکولی که به نام خود او قضیه آرتزلا-آسکولی نامیده میشود را به اثبات برساند که در زمینه آنالیز تابعی قضیه ای بنیادی است.